# ザムトゲマインデ・ランデスベルゲン
ザムトゲマインデ・ランデスベルゲン (Samtgemeinde Landesbergen) は、ドイツ連邦共和国ニーダーザクセン州ニーンブルク/ヴェーザー郡にかつて存在していたザムトゲマインデ（集合自治体）である。これは、このザムトゲマインデを構成する4つの町村が行政処理効率化のため行政機構を統合したものであった。2011年11月1日、このザムトゲマインデを構成していた4町村に、それまで独立していた町村シュトルツェナウを加えて、新たにザムトゲマインデ・ミッテルヴェーザーが成立し、本ザムトゲマインデは廃止された。

## 地理
ザムトゲマインデ・ランデスベルゲンは主にミッテルヴェーザー地方の自然豊かな渓谷に位置する。

### ザムトゲマインデの構成
- エストルフ
- フーズム
- ランデスベルゲン
- レーゼ

## 行政

### 議会
このザムトゲマインデの議会は23議席で構成されていた。最後の首長はヴァルター・ボッセ (CDU) であった。

### 紋章
緑地に、向かって左上から斜めに銀の波帯。向かって右上に金の風車、左下に金の壷。